# Ley Orgánica de Estabilidad Presupuestaria y Sostenibilidad Financiera
La Ley Orgánica de Estabilidad Presupuestaria y Sostenibilidad Financiera (LOEPSF) es una ley orgánica del ordenamiento jurídico español cuyos objetivos son garantizar la sostenibilidad financiera de las administraciones públicas, fortalecer la confianza en la estabilidad de la economía española y reforzar el compromiso de España con la Unión Europea en materia de estabilidad presupuestaria. Las prescripciones de la LOEPSF son de aplicación a todos los poderes públicos.
La LOEPSF establece reglas fiscales, que son límites numéricos sobre determinados agregados presupuestarios. Se establecen límites al déficit estructural y a la deuda pública, así como un techo de gasto.